# Одеське морехідне училище імені О. І. Маринеско
Морехідний фаховий коледж ім. О.І. Маринеска НУ “Одеська морська академія” (Одеське морехідне училище) імені О. І. Маринеско — один з найстаріших морських навчальних закладів України.

## Історія коледжу
Морехідний фаховий коледж ім. О. І. Маринеска – один із найстаріших навчальних закладів України та найстаріший морський навчальний заклад міста Одеси.
Історія коледжу бере початок з 1898 року.
1 липня 1898 року у місті Одесі урочисто відкрили «Класи торгівельного мореплавства» в Одеському комерційному училищі.
1901 рік – класи перетворені у позарозрядний навчальний заклад «Одеське морехідне училище торгівельного мореплавства». Для нього у 1902-1903 роках біля порту за проектом архітектора Л. Л. Влодека збудовано монументальну будівлю навчального корпусу (зараз пам’ятник архітектури), у якій до теперішнього часу готують майбутніх моряків.
З 1898 до 1918 року начальником училища був статський радник Логвін Логвінович Гавришев, автор численних підручників для судноводіїв.
1920 рік – училище перейменовано у «Технікум водних шляхів сполучення».
1931 рік – відбулась реорганізація в «Одеський морський технікум». Технікум за статусом було віднесено до вищих навчальних закладів, які готували інженерів вузького профілю.
1944 рік – рішенням Державного комітету оборони морські технікуми було реорганізовано у морехідні училища на повному державному утриманні курсантів. Училище отримало назву Одеське морехідне училище Міністерства морського флоту СРСР.
1990 рік - Одеське морехідне училище Міністерства морського флоту СРСР і Одеська ордена «Знак пошани» Морехідна школа Чорноморського морського пароплавства були об’єднані і перетворені в Центр морської підготовки кадрів.
1993 рік – Центр морської підготовки кадрів Чорноморського морського пароплавства був реорганізований в Одеське морехідне училище морського флоту.
1997 рік – Одеське морехідне училище морського флоту було ліквідовано і на його базі утворено Одеський морехідний технікум Одеського державного морського університету.
1998 рік – змінено назву на Одеське морехідне училище.
2 жовтня 1998 року – за вагомий внесок у розвиток національної освіти та багаторічну підготовку висококваліфікованих фахівців морегосподарчого комплексу року трудовий колектив училища було нагороджено Почесною Грамотою Кабінету Міністрів України з врученням пам’ятного знака.
5 жовтня 1998 року рішенням Кабінету Міністрів України Одеському морехідному училищу присвоєно почесне ім’я його випускника, героя-підводника О. І. Маринеска.
27 листопада 2015 року – у зв’язку з реорганізацією Одеської національної морської академії училище було перейменовано в Морехідне училище ім. О. І. Маринеска Національного університету «Одеська морська академія».
2020 рік – на виконання наказу Міністерства освіти і науки України від 02.06.2020 р. № 738 «Про перейменування відокремлених структурних підрозділів Національного університету «Одеська морська академія», наказу ректора Національного університету «Одеська морська академія» від 11.06.2020 р. № 224 «Про перейменування відокремлених структурних підрозділів Університету» Морехідне училище ім. О. І. Маринеска Національного університету «Одеська морська академія» перейменовано на Відокремлений структурний підрозділ «Морехідний фаховий коледж ім. О. І. Маринеска Національного університету «Одеська морська академія».

### Начальники закладу після 1944 року
1944-1946 – Тимофій Сергійович Смолянкін
1947-1953 – Володимир Кузьмич Захаров
1953-1965 – Микола Олександрович Костенко
1965-1975 – Федір Степанович Бойцов
1975-1989 – Геннадій Олександрович Теплов
1989-1998 – Валерій Олександрович Леонов
1998-2002 – Теймураз Давидович Мокія
2003-2023 – Олександр Іванович Сабуров

## Сьогодення
Морехідне училище ім. О. І. Маринеско — це база підготовки фахівців середнього та старшого офіцерського складів морегосподарського комплексу.
Училище має кабінети і лабораторії, обладнані згідно з міжнародними вимогами для підготовки фахівців морської галузі, механічну майстерню, спорткомплекс (спортзал, басейн, водна станція), бібліотеку, клуб, їдальню. Є гуртожиток, де є всі умови для проживання і відпочинку курсантів. У 2000 році училище занесене до міжнародного реєстру морських навчальних закладів (довідник ІМО).

###### Навчання
Спеціальності, за якими проводиться навчання:
- Судноводіння,
- Експлуатація суднових енергетичних установок,
- Організація перевезень і перевантажень на водному транспорті,
- Експлуатація засобів механізації та автоматизації перевантажувальних робіт на морському транспорті.

Кваліфікаційний рівень: молодший спеціаліст.
Форми навчання: денна, заочна.

## Відомі випускники
- Данченко Олексій Євгенович — начальник Одеського морського порту, начальник ЧМП, Герой Соціалістичної Праці.
- Конюхов Федір Пилипович — відомий мандрівник, фігурант бази «Миротворець».
- Кузьменко Михайло Федорович (1939—2008) — начальник Іллічівського морського торговельного порту у 1989—1993 р.р.
- Ликов Віктор Васильович (1930—1993) — радянський і український кіносценарист, журналіст, прозаїк, член Національної спілки письменників України.
- Лобода Петро Григорович — засновник і директор Одеського музею нумізматики, дослідник стародавньої історії України.